# Josip Tončić-Sorinj
Josip Tončić, seit 1911 Tončić Edler von Sorinj (* 16. November 1847 in Rab; † 17. Juli 1931 in Split) war ein dalmatinischer Journalist, Politiker und stellvertretender Statthalter von Dalmatien.

## Leben

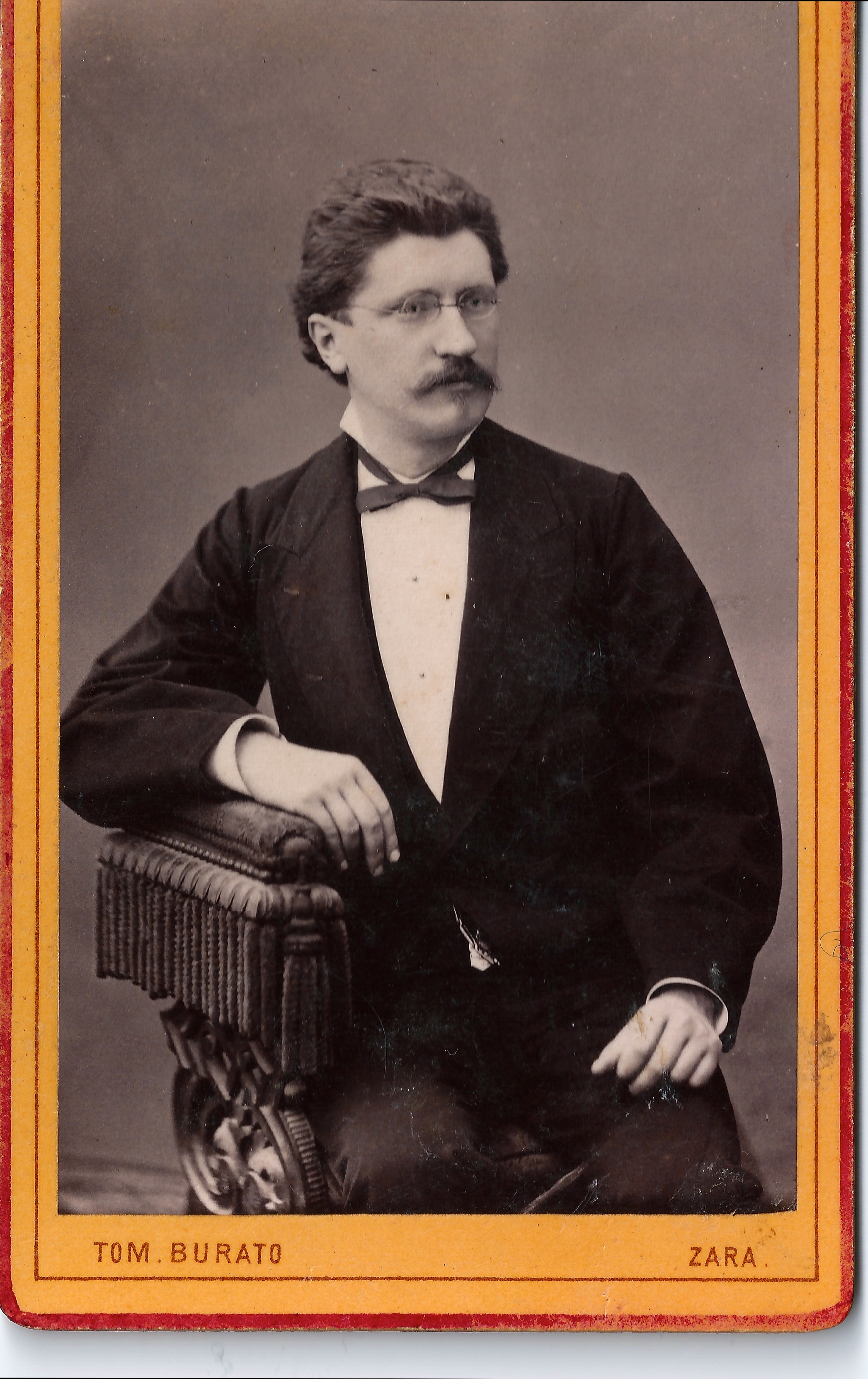
Josip Tončić-Sorinj

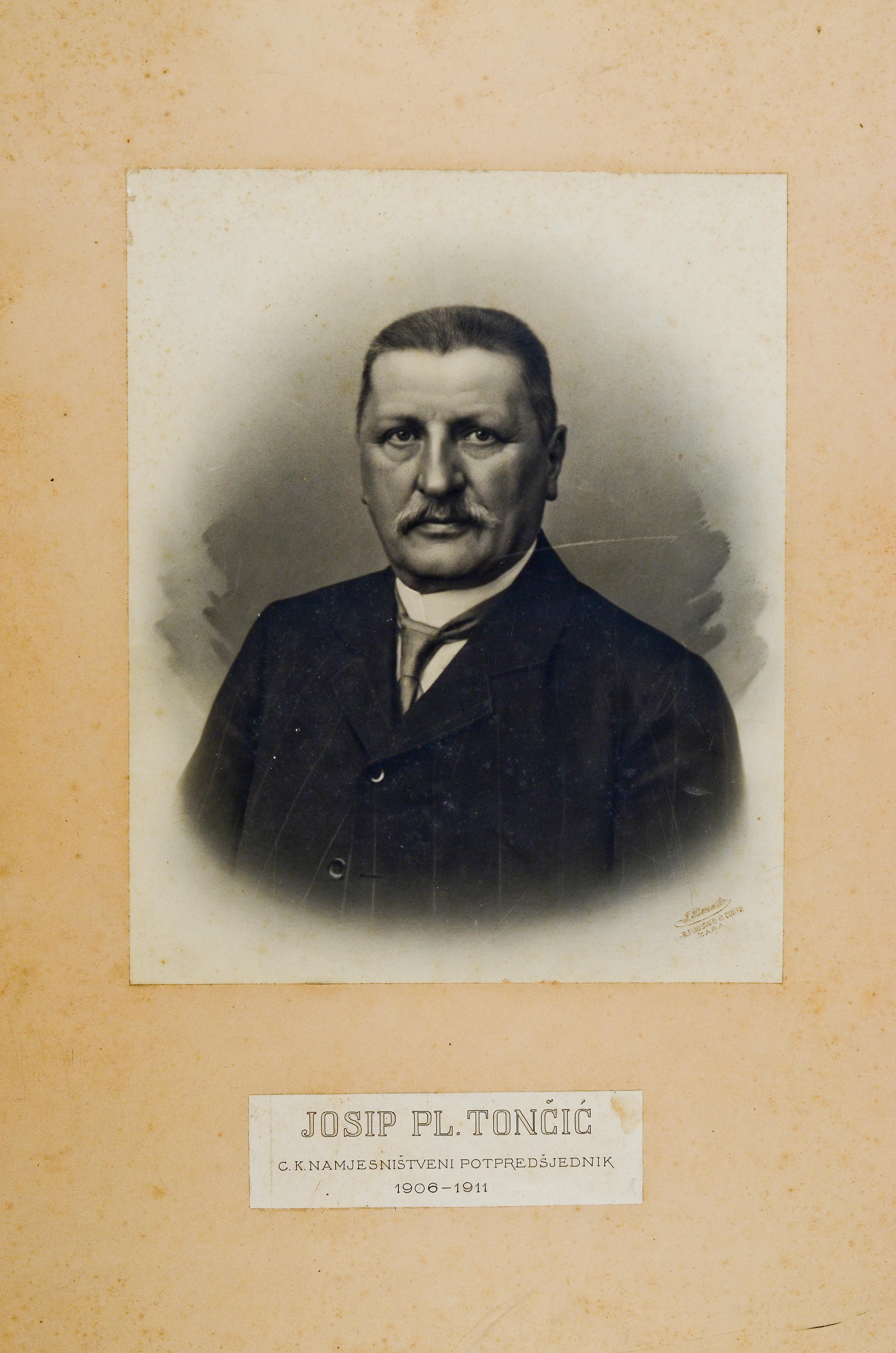
Josip Toncic 1906–1911

Tončić entstammte einer Handwerksfamilie von der Insel Rab. Trotz der bescheidenen Herkunft studierte er und wandte sich schon in sehr jungen Jahren der Politik zu. Das damalige Dalmatien war geprägt von den Auseinandersetzungen zwischen den nationalkroatischen Narodnjaki und den Autonomaši, die für die Beibehaltung der dalmatinischen Eigenart unter Wahrung der italienischen Sprache eintraten. Tončić war ein überzeugter Narodnjaki und trat als solcher für die Vereinigung von Dalmatien mit Kroatien und Slawonien ein und publizierte als junger Mann schon Artikel in der in Zadar erscheinenden Zeitschrift ll Nazionale, dessen Redakteur er war, für die kroatische Wiedergeburtsbewegung. Er hatte den Artikel „Kossuth e Deak“ geschrieben, wofür er verhaftet und im Jahre 1869 verurteilt wurde. Es kam gegen ihn und den Herausgeber zu dem berühmten Processo del Nazionale, dessen Folge der Durchbruch zur Anerkennung der kroatischen Sprache war und damit der Position der Partei der Kroaten, der Nationalpartei.
Nach seiner Entlassung durfte er in Österreich nicht mehr studieren, sondern ging an die Hochschule nach Belgrad. Dort wurde er im serbischen Außenministerium angestellt und wurde schließlich Sekretär des serbischen Ministerpräsidenten Jovan Ristić. Zurückgekommen nach Zadar wurde er Chefredakteur des „Zemljak“ und trat dann 1877 er in den Verwaltungsdienst ein. Sein Hauptmotiv dafür war, das kroatische Element im Verwaltungsdienst zu stärken und so wurde er einer der wenigen Kroaten im damals völlig von deutsch- und italienischsprachigen Beamten dominierten Verwaltungsdienst. Er verfolgte diesen Karriereweg als Bezirkshauptmann von Hvar, Split, Šibenik, Dubrovnik und schließlich Zadar. 1906 bis 1911 wurde er stellvertretender Statthalter von Dalmatien. Statthalter war der aus Korčula stammende Niko Nardelli, der seit Sommer 1907 sein Amt aus gesundheitlichen Gründen nur eingeschränkt ausüben konnte. In großen Phasen übte also Tončić dieses Amt aus: „Herr Niko ist Statthalter in diesem Land, aber es ist eine Tatsache, dass ein zweiter Jemand sich statt ihm bei Sonnenschein und Wolken um diese „Provinz“ sorgt, dass ein zweiter Jemand alle Fäden der Politik in der Hand hat und dass dieser nicht zuletzt deshalb eine scharfe und kantige Kontur erlangt hat. Dieser zweite Jemand ist wohl bekannt, es ist der bereits erwähnte Hofrat in der Statthalterei.“ Die größte Errungenschaft der Statthalter Nardelli/Tončić war zweifelsohne die Einführung des Kroatisch als innere Amtssprache von Dalmatien mit dem Jahr 1912.
1911 wurde Josip Tončić mit dem Prädikat „Edler von Sorinj“ in den Adelsstand erhoben. Nach dem Untergang der österreichisch-ungarischen Monarchie ging der Familie mit dem Adelsaufhebungsgesetz 1919 die Nobilitierung wieder verloren.
Als die k.u.k. Monarchie zusammenbrach, wurde Josip Tončić-Sorinj zum Präsidenten des Nationalrates in Zadar ernannt und verkündete 1918 gemeinsam mit den dalmatinischen Politikern Edo Bulat und Juraj Bianchini die Vereinigung Dalmatiens mit Kroatien, in dessen Hauptstadt Zagreb sich damals eine Regierung der Kroaten, Slawonen und Serben formte, die allerdings später von den Entwicklungen aus Belgrad überrollt wurde. Sein kompromissloser Widerstand gegen die italienische Okkupation 1918/19 führte, inzwischen schon 70-jährig, zu seiner mehrmonatigen Inhaftierung durch die Italiener und seiner Verschleppung nach Perugia. Nachdem Zadar nach den Grenzverträgen von Rapallo 1920 Italien als Enklave zugeteilt wurde, übersiedelte er nach Split, wo er am 17. Juli 1931 starb.
Josip Tončić-Sorinj war der Vater von Kamilo Tončić-Sorinj sowie der Großvater des späteren österreichischen Außenministers Lujo Tončić-Sorinj, der Anfang der 1990er Jahre schließlich eine aktive und entscheidende Rolle bei der Unabhängigkeitserklärung Kroatiens und den darauffolgenden Entwicklungen innehatte.